# Tschetwertyniwka
Tschetwertyniwka (ukrainisch Четвертинівка; russisch Четвертиновка Tschetwertinowka) ist ein Dorf in der ukrainischen Oblast Winnyzja mit etwa 1400 Einwohnern (2024).
1652 fand nahe der heutigen Ortschaft im Zuge des Chmelnyzkyj-Aufstandes die Schlacht bei Batoh statt.
Das 1672 erstmals schriftlich erwähnte Dorf liegt am Ufer des Südlichen Bugs 15 km nordöstlich vom ehemaligen Rajonzentrum Trostjanez und 117 km südöstlich vom Oblastzentrum Winnyzja.

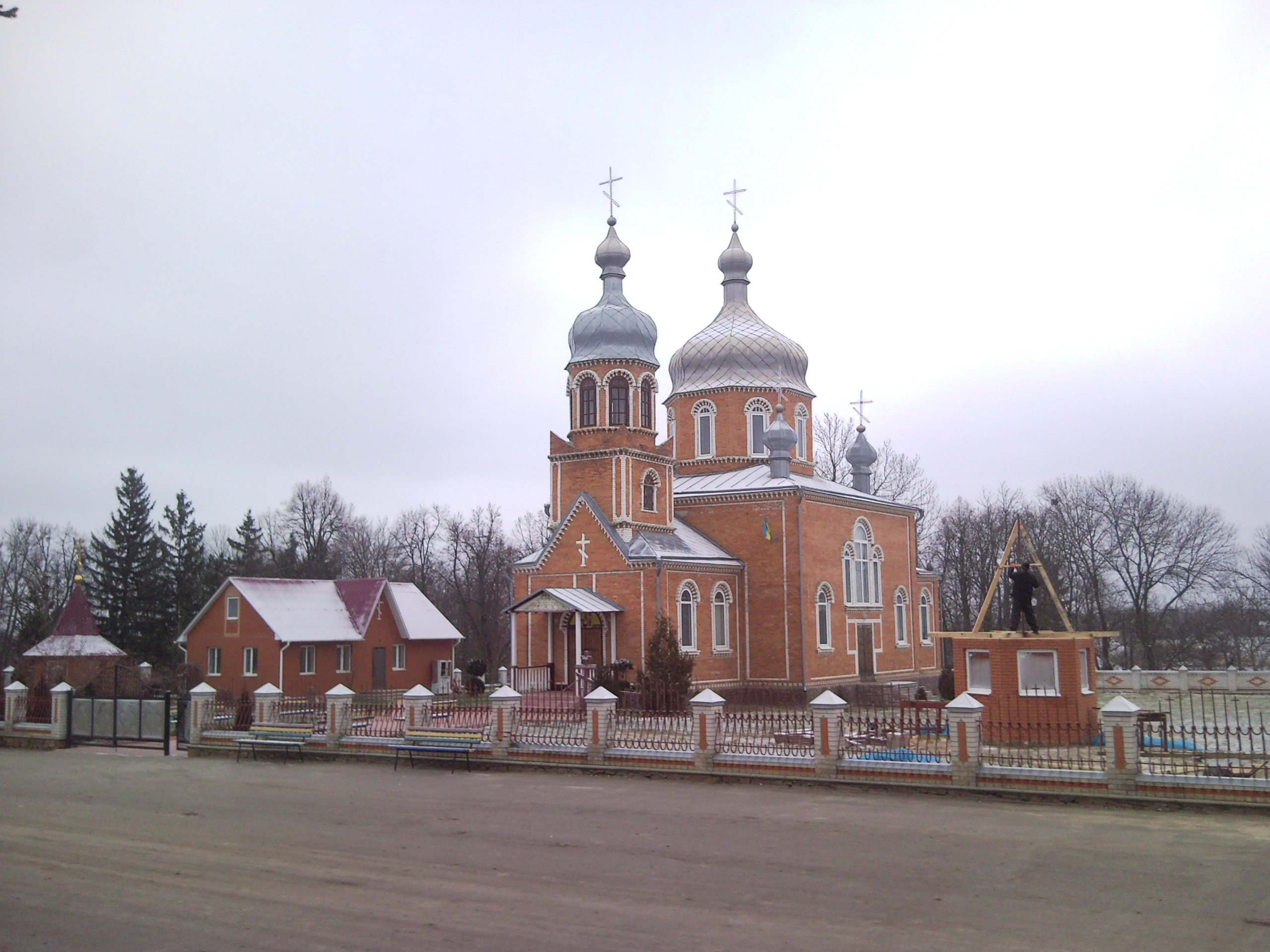
Kirchengebäude in Tschetwertyniwka
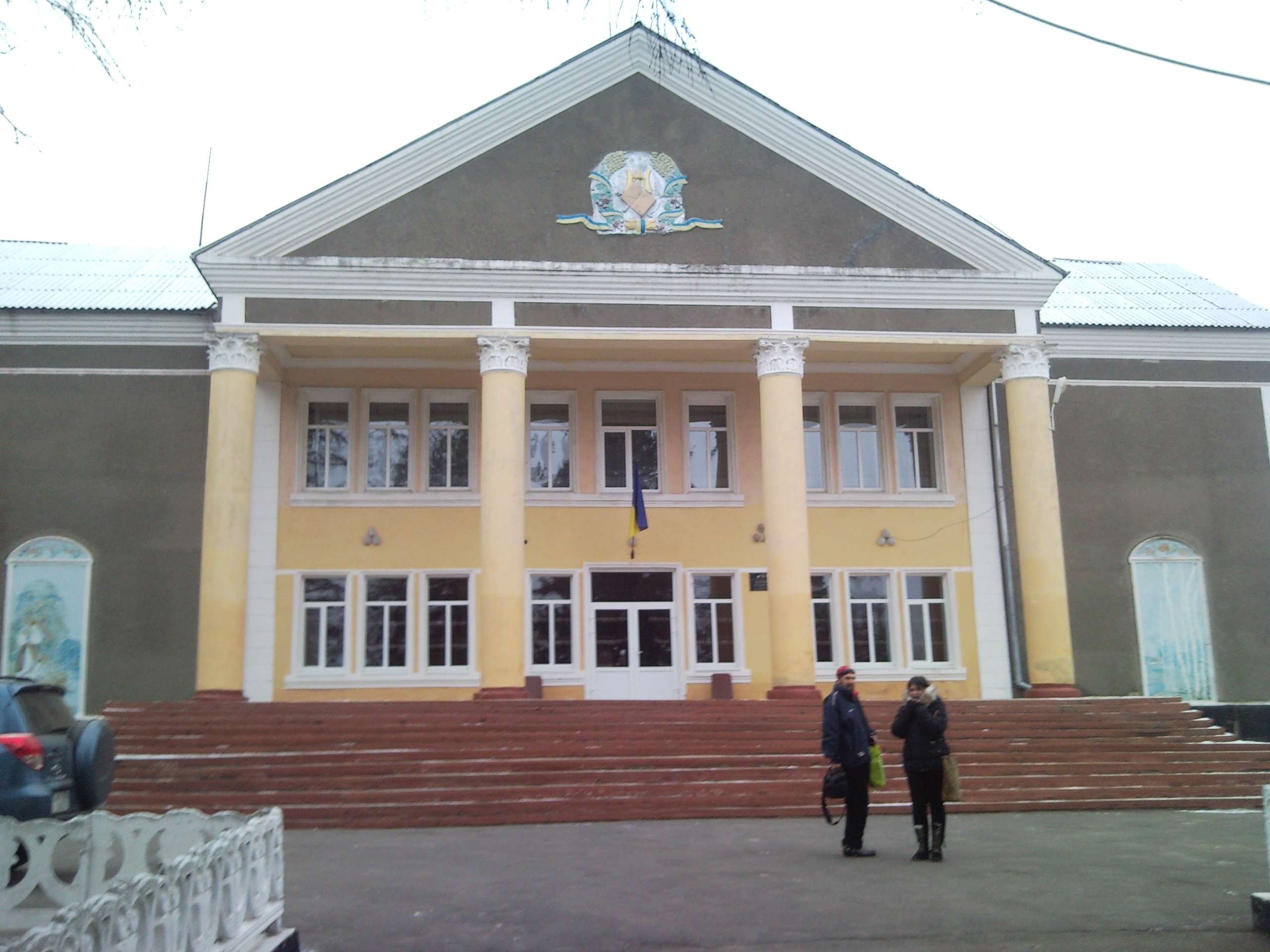
Kulturpalast im Ort
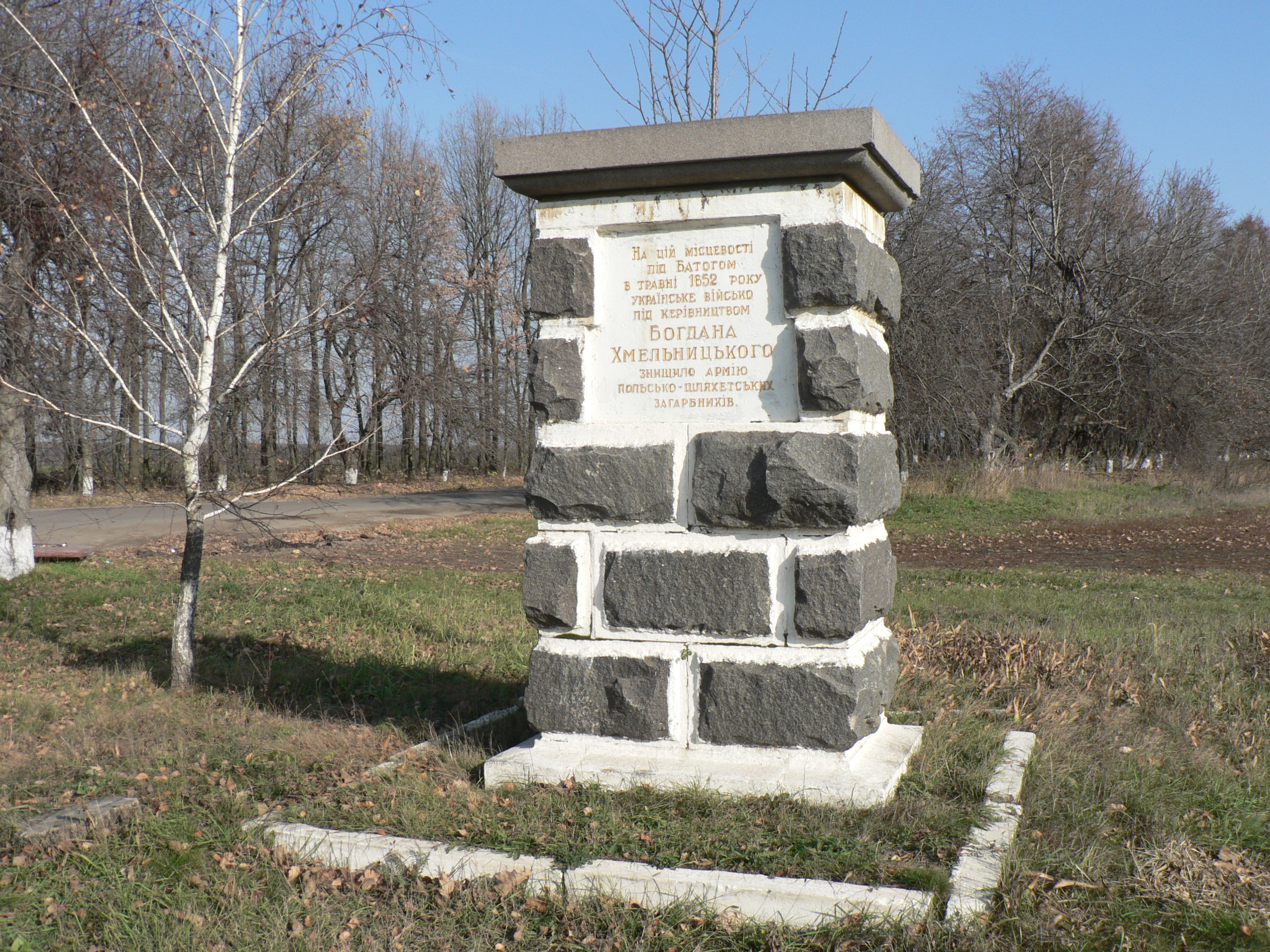
Denkmal an die Schlacht von Batho

Am 12. Juni 2020 wurde das Dorf ein Teil der Siedlungsgemeinde Trostjanez, bis dahin bildete es die gleichnamige Landratsgemeinde Tschetwertyniwka (Четвертинівська сільська рада/Tschetwertyniwska silak rada) im Norden des Rajons Trostjanez.
Am 17. Juli 2020 kam es im Zuge einer großen Rajonsreform zum Anschluss des Rajonsgebietes an den Rajon Hajssyn.